# Puerto Arica (Colombia)
Puerto Arica es un área no municipalizada de Colombia, situado en el departamento del Amazonas. su centro poblado se encuentra ubicado cerca de la desembocadura del rio Igará Paraná. Limita al norte con Puerto Santander, al sur con la República del Perú, al occidente con La Chorrera y El Encanto, y al oriente con La Pedrera y Tarapacá.

## Historia

### Origen del nombre
El nombre le fue dado en honor a la ciudad de Arica, perdida por el Perú durante la guerra del Pacífico contra Chile. Ciudadanos peruanos procedentes de esa zona (colonizadores ariqueños, tarapaqueños y tacneños), fundaron una localidad que en honor a esta ciudad sureña, se llamó Puerto Arica. Tras la firma del tratado Salomón-Lozano, la localidad quedó bajo soberanía colombiana. Los pobladores ariqueños peruanos fundaron otro Puerto Arica, a orillas del río Napo, lugar que más adelante serviría de base para los peruanos durante la guerra peruano-ecuatoriana.

## Lugares homónimos
- Puerto Arica, Perú
- Arica, Chile